# Nord-Hamgyong
Nord-Hamgyong er en provins i Nordkorea. Regionen blev etableret i 1896 efter en todeling af den tidligere koreanske region Hamgyong.

## Geografi
Provinsen er omgivet af Kina mod nord, Sydhamgyong på sydvest, og Ryanggang mod vest. På øst er det Japanske Hav. Der er også en kort grænse med Rusland. Provinsen er hjemsted for Musudan-ri raket lancerings sted, og Hoeryong koncentrationslejr. I 2004 kom Rason tilbage i provinsen.

## Administrativ inddeling
| Regionen er delt ind i tre byer («si») og 12 amt («kun»). Ch'ŏngjin er videre inddelt i syv distrikter («kuyŏk»). - Ch'ŏngjin-si (청진시; 淸津市) - Ch'ŏngam-kuyŏk (청암구역; 青岩區域) - P'ohang-kuyŏk (포항구역; 浦港區域) - Puyun-kuyŏk (부윤구역; 富潤區域) - Ranam-kuyŏk (라남구역; 羅南區域) - Sinam-kuyŏk (신암구역; 新岩區域) - Songp'yŏng-kuyŏk (송평구역; 松坪區域) - Sunam-kuyŏk (수남구역; 水南區域) - Hoeryŏng-si (회령시; 會寧市) - Kimch'aek-si (김책시; 金策市) | - Hwasŏng-kun (화성군; 化城郡) - Hwatae-kun (화대군; 花臺郡) - Kilchu-kun (길주군; 吉州郡) - Kyŏngsŏng-kun (경성군; 鏡城郡) - Kyŏngwŏn-kun (새별군 賽別郡) - Musan-kun (무산군; 茂山郡) - Myŏngch'ŏn-kun (명천군; 明川郡) - Onsŏng-kun (온성군; 穩城郡) - Ŏrang-kun (어랑군; 漁郞郡) - Puryŏng-kun (부령군; 富寧郡) - Ŭntŏk-kun (은덕군; 恩德郡) - Yŏnsa-kun (연사군; 延社郡) |

## Kendte personer fra Nord-Hamgyong
- Chung Il-kwon, sydkoreansk general under Koreakrigen (1917–1994)